# 负氧离子洞

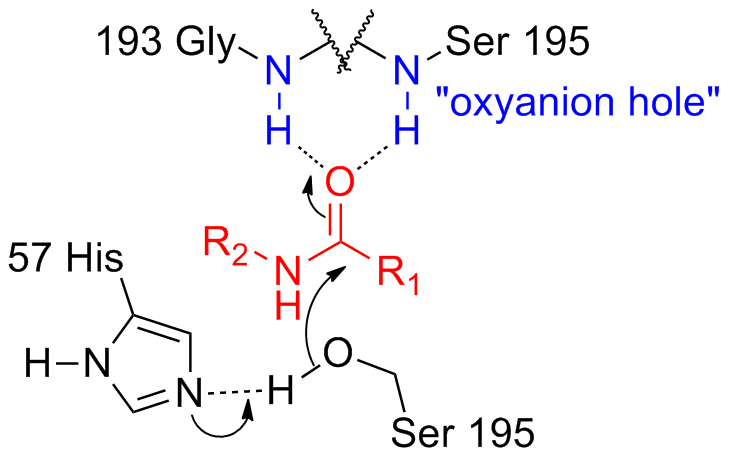
丝氨酸蛋白酶（黑色）的负氧离子洞利用酶主链酰胺（蓝色）的氢键稳定底物（红色）过渡状态上的负电荷积聚。

负氧离子洞（英語：oxyanion hole）指的是酶的活性部分中能够稳定去质子化的氧或醇盐上的过渡态负电荷的空穴。通常由共轭的酰胺骨架或带正电荷的残基组成。
稳定的过渡态可以降低反应所需的活化能，从而促进催化作用。例如，胰凝乳蛋白酶的蛋白酶含有负氧离子洞，以稳定蛋白质水解过程中形成的四面体中间阴离子，并保护底物中带负电的氧气不受水分子的影响。
另外，负氧离子洞也可以促进底物的进入与稳定。如果底物没有到达反应位点，负氧离子洞就找不到可供稳定化的目标，从而产生空阻直到底物到位（例如血红蛋白中的BPG）。
催化多步反应的酶可以具有多个负氧离子洞，以稳定反应中的不同过渡态。